# Clear Lake (Wisconsin)
Clear Lake is een plaats (village) in de Amerikaanse staat Wisconsin, en valt bestuurlijk gezien onder Polk County.

## Demografie
Bij de volkstelling in 2000 werd het aantal inwoners vastgesteld op 1051. In 2006 is het aantal inwoners door het United States Census Bureau geschat op 1100, een stijging van 49 (4,7%).

## Geografie
Volgens het United States Census Bureau beslaat de plaats een oppervlakte van 7,0 km², waarvan 6,9 km² land en 0,1 km² water.

## Plaatsen in de nabije omgeving
De onderstaande figuur toont nabijgelegen plaatsen in een straal van 24 km rond Clear Lake.